# Чарнецький Степан Миколайович

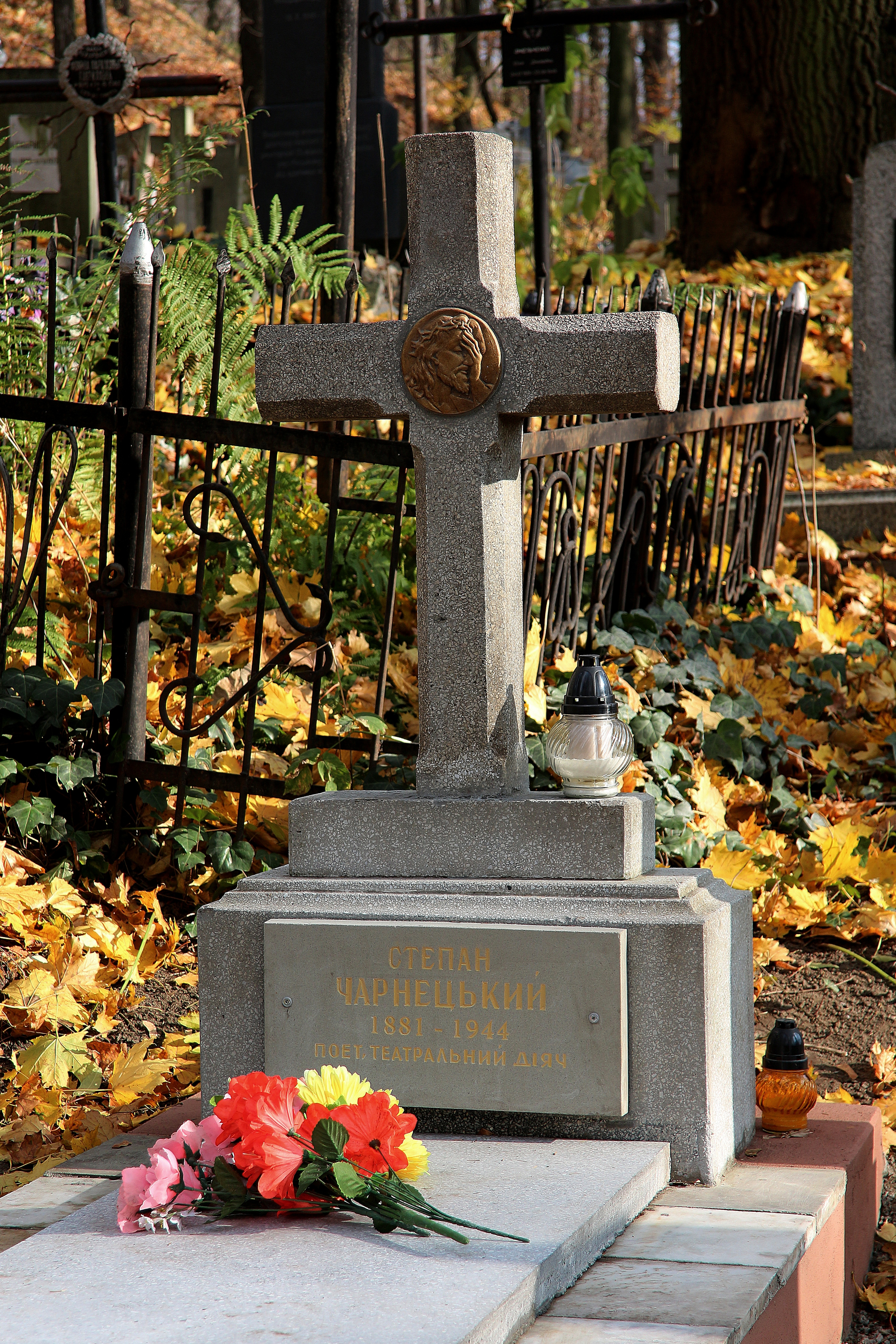
Могила Степана Чарнецького на Личаківському цвинтарі

Степа́н Микола́йович Чарне́цький (21 січня 1881, Шманьківці, Австро-Угорщина — 2 жовтня 1944, Львів, УРСР) — український поет, перекладач, журналіст, фейлетоніст, театрально-музичний критик, актор, режисер, громадський діяч. Член Спілки письменників України (1939). Автор пісні «Ой у лузі червона калина».

## Життєпис
Степан Чарнецький народився 21 січня 1881 року в селі Шманьківцях, нині Заводської громади Чортківського району Тернопільської области України. Був тринадцятою дитиною у священницькій родині отця Миколи Чарнецького. Рано залишився без батька, який помер від тифу. Початкову школу закінчив у Станиславові. З 1895 року навчався в гуманітарній і реальній гімназіях у Львові.
Закінчив інженерний (шляхо-будівельний) факультет цісарсько-королівської Вищої політехнічної школи (нині національний університет «Львівська політехніка»).
Активіст молодіжних товариств; співав у хорі товариства «Основа»; учасник літературного угруповання «Молода муза». Працював у Львові інженером у земській управі й крайовому виділі (1906–1912). Під час Першої світової війни — помічник начальника залізничної дільниці № 5 Львів-Стрий, Львів-Самбір. Редактор часописів «Український голос» (1915), «Український вістник», член редколегії журналів «Шляхи» (1915–1917), «Життя і мистецтво» (1920). Співпрацював із редакціями газет і журналів «Будяк» (1921–1922), «Воля», «Громадська думка», «Діло» (1921–1924), «Літературно-науковий вістник», «Ілюстрована Україна», «Міщанське слово», «Молода Україна», «Назустріч», «Новий час», «Руслан», «Українське слово» та польськими часописами. Від 1920 — референт преси при Львівському магістраті. 1939–1941 — науковий співробітник Львівської наукової бібліотеки.

### Театральна діяльність
Театральний референт, режисер і художній керівник театру товариства «Руська бесіда» (весна 1913 — серпень 1914), з яким гастролював на Тернопільщині, Львівщині, Прикарпатті та інших, поставив у ньому «Украдене щастя» Івана Франка (1907, уперше за позацензурним текстом), «Чорна Пантера і Білий Ведмідь» В. Винниченка, «Дядя Ваня» А. Чехова та інші; переклав для театру п'єсу «Марія Магдалина» Х.-Ф. Геббеля, лібрето опер «Фауст» Ш. Гуно, «Мадам Батерфляй» Дж. Пуччіні, «Кармен» Ж. Бізе, оперети «Орфей у пеклі» Ж. Оффенбаха.

## Доробок
Автор патріотичного гімну українських січових стрільців «Червона калина» («Ой, у лузі червона калина похилилася…»; 1914); у співавторстві з Богданом Весоловським написав відому пісню-танґо «Прийде ще час».
Автор поезій, фейлетонів, памфлетів, літературно-мистецьких статей, нарисів із історії галицького театру, рецензій, мистецьких портретів, розділу «Театр» у виданні Івана Тиктора «Історія української культури (за редакцією Івана Крип'якевича)» (Львів, 1937)., спогадів про О. Мишугу, О. Нижанківського і Д. Січинського, І. Франка.
Вийшли збірки поезій «В годині сумерку» (1908), «В годині задуми» (1917), «Сумні ідем» (1920), прозових новел і фейлетонів «Дикий виноград» (1921), «Квіти й бодяче» (1922; обидві з підзаголовком «Нариси й замітки з дороги життя»; під псевдонімом Тиберій Горобець), «З мойого записника [Архівовано 18 лютого 2017 у Wayback Machine.]» (1922), книга «Нарис історії українського театру в Галичині» (1934; перевидана зі скороченням у збірці «Вибране», Львів, 1959, де тексти з політичних та інших міркувань надмірно відредаговані).
Першим повністю переклав українською і видав поему А. Міцкевича «Конрад Валленрод»; автор перекладів польською мовою творів українських авторів. Окремі твори надруковані в поетичній антології «Акорди» (1903, укладач І. Франко), у збірках «Молода Муза» (Київ, 1989) та «Образки з життя» (Львів, 1989), «Розсипані перли. Поети „Молодої музи“ (Київ, 1991) та інші. Поезії Степана Чарнецького переклав польською мовою Сидір Твердохліб.

## Родина
- Батько: о. Микола Чарнецький.
- Мати: Владислава Екгардт-Чарнецька[7].
- Брати та сестри: Леонця, Йосиф, Іван, Олена, Геня, Маня, Михайло, Володимир, Станіслав, троє невідомих.
- Дружина: Ірина Поповчак-Чарнецька.
- Доньки: Олеся та Олександра[4].

Помер 2 жовтня 1944 року, похований на Личаківському цвинтарі у Львові (19 поле).

## Вшанування пам'яті
26 травня 1991 року в родинному селі поета відкрили пам'ятник Степанові Чарнецькому (ініціаторка встановлення Надія Процьків, скульптор Іван Мулярчук). На фасаді Будинку культури в смт Заводське Чортківського району встановлена пам'ятна дошка на честь Степана Чарнецького.
У 2005 році Надія Мориквас видала книгу «Меланхолія Степана Чарнецького».
Вулиці Степана Чарнецького є у рідних Шманьківцях, Чорткові, Тернополі, Херсоні, Кропивницькому (провулок), Заводському, Шклі (провулок та вулиця), Малечковичах.
30 жовтня 2024 року до 80-ї річниці з дня смерті Степана Чарнецького в Чортківському гуманітарно-педагогічному фаховому коледжі імені Василя Барвінського погашено іменну марку з конвертом.

## Аудіозаписи творів
Тиберій Горобець (Степан Чарнецький). "У львівській каварні": https://www.youtube.com/watch?v=LVzIW2E8lmc